# Pennsylvania kormányzóinak listája
Ez a lista az Amerikai Egyesült Államok Pennsylvania államának kormányzóit sorolja föl. Pennsylvania (Commonwealth of Pennsylvania) egyike annak a négy államnak az Egyesült Államokban, amelyek elnevezésükben használják a Commonwealth (közösség / nemzetközösség) kifejezést.
Bár svédek és hollandok voltak első európai betelepülői, elnevezése a kvéker William Penntől ered, aki a „Penn erdeje” jelentésű, latin Pennsylvania nevet adta a területnek, apja emlékére. Ma két fontos városa van: Philadelphia, a virágzó nagyváros, az Independence Hallban található Liberty Bell (szabadságharang) hazája és Pittsburgh, a forgalmas folyami kikötőváros.
Egyike az Egyesült Államok alapító államainak; Philadelphiát gyakran nevezik az amerikai nemzet bölcsőjének. Az Alapító atyák itt írták alá a függetlenségi nyilatkozatot és az alkotmányt. Az állam megalakulása előtt a területen delavár, irokéz, soson és egyéb őshonos indián törzsek laktak. 1643-ban délkeleti részén,Philadelphia környékén svédek telepedtek le, de a terület feletti irányítást előbb a hollandok, majd az angolok (későbbiek során Nagy-Britannia) vették át. Pennsylvania és Delaware azon tizenhárom állam közé tartoznak, amelyek 1776-ban fellázadtak a brit uralom ellen. 1787. december 12-én Pennsylvania ratifikálta az Amerikai Alkotmányt (másodikként, 5 nappal Delaware után) és ezzel az Amerikai Egyesült Államok alapító tagjává vált.
A kormányzói széket négy évre lehet elnyerni, s az adott személy egyszer újraválasztható.
Jelenleg a 48. kormányzó, a Demokrata Párthoz tartozó Josh Shapiro tölti be a tisztséget 2023. január 17. óta. A kormányzóhelyettes a szintén demokrata Austin Davis.

## Párthovatartozás
| Párt | Párt                   | Kormányzó |
| ---- | ---------------------- | --------- |
|      | Demokrata              | 14        |
|      | Republikánus           | 26        |
|      | Demokrata-republikánus | 6         |
|      | Whig                   | 2         |
| FÜGG | Független              | 1         |
|      | Anti-Szabadkőműves     | 1         |

## Az Amerikai Egyesült Államok fennhatóságát megelőző időszak kormányzói

### Koloniális kormányzók (1681-1776)
| #  | Kép | Név                  | Státusz             | Hivatali idő | Székhely     |
| -- | --- | -------------------- | ------------------- | ------------ | ------------ |
| 1  |     | William Markham      | Alkormányzó         | 1681–1682    | Philadelphia |
| 2  |     | William Penn         | Protektor           | 1682         | Philadelphia |
| 3  |     | Thomas Lloyd         | Bizottsági elnök    | 1684         | Philadelphia |
| 4  |     | William Clayton      | Helyettes kormányzó | 1684–1685    | Philadelphia |
| 5  |     | John Blackwell       | Alkormányzó         | 1688         | Philadelphia |
| 6  |     | Thomas Lloyd         | Alkormányzó         | 1690         | Philadelphia |
| 7  |     | William Markham      | Alkormányzó         | 1691         | Philadelphia |
| 8  |     | Benjamin Fletcher    | Kormányzó           | 1693         | New York     |
| 9  |     | William Markham      | Alkormányzó         | 1693         | Philadelphia |
| 10 |     | Samuel Carpenter     | Alkormányzó         | 1694–1698    | Philadelphia |
| 11 |     | William Penn         | Protektor           | 1699         | Philadelphia |
| 12 |     | Andrew Hamilton      | Alkormányzó         | 1701–1703    | Philadelphia |
| 13 |     | Edward Shippen       | Bizottsági elnök    | 1703–1704    | Philadelphia |
| 14 |     | John Evans           | Alkormányzó         | 1704–1709    | Philadelphia |
| 15 |     | Charles Gookin       | Alkormányzó         | 1709–1717    | Philadelphia |
| 16 |     | William Keith        | Alkormányzó         | 1717–1726    | Philadelphia |
| 17 |     | Patrick Gordon       | Alkormányzó         | 1726–1736    | Philadelphia |
| 18 |     | James Logan          | Bizottsági elnök    | 1736         | Philadelphia |
| 19 |     | George Thomas        | Alkormányzó         | 1738–1747    | Philadelphia |
| 20 |     | Anthony Palmer       | Bizottsági elnök    | 1747         | Philadelphia |
| 21 |     | James Hamilton       | Alkormányzó         | 1748–1754    | Philadelphia |
| 22 |     | Robert Hunter Morris | Alkormányzó         | 1754–1756    | Philadelphia |
| 23 |     | William Denny        | Alkormányzó         | 1756–1759    | Philadelphia |
| 24 |     | James Hamilton       | Alkormányzó         | 1759–1763    | Philadelphia |
| 25 |     | John Penn            | Helyettes kormányzó | 1763–1771    | Philadelphia |
| 26 |     | Richard Penn         | Helyettes kormányzó | 1771–1773    | Philadelphia |
| 27 |     | John Penn            | Helyettes kormányzó | 1773–1776    | Philadelphia |

## Pennsylvania szövetségi állam vezetése

### Legfelsőbb végrehajtó bizottság elnöke
| # | Kép              | Elnök              | Hivatali idő kezdete | Hivatali idő vége  | Egyéb választott (szövetségi) tisztségei | Elnökhelyettes |
| - | ---------------- | ------------------ | -------------------- | ------------------ | --- | -------------- |
| 1 |                  | Thomas Wharton Jr. | 1777. március 5.     | 1778. május 23.    | | George Bryan   |
| 2 |                  | George Bryan       | 1778. május 23.      | 1778. december 1.  | | helyettesként  |
| 3 |                  | Joseph Reed        | 1778. december 1.    | 1781. november 15. | | George Bryan   |
| 3 | Matthew Smith    | Joseph Reed        | 1778. december 1.    | 1781. november 15. | |                |
| 3 | William Moore    | Joseph Reed        | 1778. december 1.    | 1781. november 15. | |                |
| 4 |                  | William Moore      | 1781. november 15.   | 1782. november 7.  | | James Potter   |
| 5 |                  | John Dickinson     | 1782. november 7.    | 1785. október 18.  | | James Ewing    |
| 5 | James Irvine     | John Dickinson     | 1782. november 7.    | 1785. október 18.  | |                |
| 5 | Charles Biddle   | John Dickinson     | 1782. november 7.    | 1785. október 18.  | |                |
| 6 |                  | Benjamin Franklin  | 1785. október 18.    | 1788. november 5.  | Az Amerikai Egyesült Államok főpostamestere (1775-1776) Az Amerikai Egyesült Államok nagykövete Svédországban (1782-1783) Az Amerikai Egyesült Államok nagykövete Franciaországban (1785-1788) | Charles Biddle |
| 6 | Peter Muhlenberg | Benjamin Franklin  | 1785. október 18.    | 1788. november 5.  | Az Amerikai Egyesült Államok főpostamestere (1775-1776) Az Amerikai Egyesült Államok nagykövete Svédországban (1782-1783) Az Amerikai Egyesült Államok nagykövete Franciaországban (1785-1788) |                |
| 6 | David Redick     | Benjamin Franklin  | 1785. október 18.    | 1788. november 5.  | Az Amerikai Egyesült Államok főpostamestere (1775-1776) Az Amerikai Egyesült Államok nagykövete Svédországban (1782-1783) Az Amerikai Egyesült Államok nagykövete Franciaországban (1785-1788) |                |
| 7 |                  | Thomas Mifflin     | 1788. november 5.    | 1790. december 21. | A Kontinentális kongresszus tagja (1774–1775; 1782–1784) A Kontinentális Kongresszus elnöke (1783-1784)                                                                                        | George Ross    |

### Kormányzók
| Pennsylvania kormányzóinak listája | Pennsylvania kormányzóinak listája | Pennsylvania kormányzóinak listája | Pennsylvania kormányzóinak listája | Pennsylvania kormányzóinak listája | Pennsylvania kormányzóinak listája | Pennsylvania kormányzóinak listája | Pennsylvania kormányzóinak listája | Pennsylvania kormányzóinak listája |
| #                                  | Kép                                | Kormányzó                          | Hivatali idő kezdete               | Hivatali idő vége                  | Párt                               | Egyéb választott (szövetségi) tisztségei | Helyettes                          | Helyettes                          |
| ---------------------------------- | ---------------------------------- | ---------------------------------- | ---------------------------------- | ---------------------------------- | ---------------------------------- | --- | ---------------------------------- | ---------------------------------- |
| 1                                  |                                    | Thomas Mifflin                     | 1790. december 21.                 | 1799. december 17.                 | FÜGG                               | A Kontinentális kongresszus tagja (1774–1775; 1782–1784) A Kontinentális Kongresszus elnöke (1783-1784)                                                | Nem volt                           | Nem volt                           |
| 2                                  |                                    | Thomas McKean                      | 1799. december 17.                 | 1808. december 20.                 |                                    | A Kontinentális kongresszus elnöke (1781) Delaware kormányzója (1777)                                                                                  | Nem volt                           | Nem volt                           |
| 3                                  |                                    | Simon Snyder                       | 1808. december 20.                 | 1817. december 16.                 |                                    | | Nem volt                           | Nem volt                           |
| 4                                  |                                    | William Findlay                    | 1817. december 16.                 | 1820. december 19.                 |                                    | Az Amerikai Egyesült Államok szenátusának tagja (1821-1827)                                                                                            | Nem volt                           | Nem volt                           |
| 5                                  |                                    | Joseph Hiester                     | 1820. december 19.                 | 1823. december 16.                 |                                    | Az Amerikai Egyesült Államok képviselőházának tagja (1797–1805; 1815–1820)                                                                             | Nem volt                           | Nem volt                           |
| 6                                  |                                    | John Andrew Shulze                 | 1823. december 16.                 | 1829. december 15.                 |                                    | | Nem volt                           | Nem volt                           |
| 7                                  |                                    | George Wolf                        | 1829. december 15.                 | 1835. december 15.                 |                                    | Az Amerikai Egyesült Államok képviselőházának tagja (1824–1829)                                                                                        | Nem volt                           | Nem volt                           |
| 8                                  |                                    | Joseph Ritner                      | 1835. december 15.                 | 1839. január 15.                   |                                    | | Nem volt                           | Nem volt                           |
| 9                                  |                                    | David R. Porter                    | 1839. január 15.                   | 1845. január 21.                   |                                    | | Nem volt                           | Nem volt                           |
| 10                                 |                                    | Francis R. Shunk                   | 1845. január 21.                   | 1848. július 9.                    |                                    | | Nem volt                           | Nem volt                           |
| —                                  | Széküresedés                       | Széküresedés                       | 1848. július 9.                    | 1848. július 26.                   | —                                  | | Nem volt                           | Nem volt                           |
| 11                                 |                                    | William F. Johnston                | 1848. július 26.                   | 1852. január 20.                   |                                    | | Nem volt                           | Nem volt                           |
| 12                                 |                                    | William Bigler                     | 1852. január 20.                   | 1855. január 16.                   |                                    | Az Amerikai Egyesült Államok szenátusának tagja (1856–1861)                                                                                            | Nem volt                           | Nem volt                           |
| 13                                 |                                    | James Pollock                      | 1855. január 16.                   | 1858. január 19.                   | [ 26 ]                             | Az Amerikai Egyesült Államok képviselőházának tagja (1844–1849) Az Amerikai Egyesült Államok pénzverdéjének elnöke (1861-1866; 1869-1873)              | Nem volt                           | Nem volt                           |
| 14                                 |                                    | William F. Packer                  | 1858. január 19.                   | 1861. január 15.                   |                                    | | Nem volt                           | Nem volt                           |
| 15                                 |                                    | Andrew Gregg Curtin                | 1861. január 15.                   | 1867. január 15.                   | [ 28 ]                             | Az Amerikai Egyesült Államok nagykövete az Orosz Birodalomban (1869-1872) Az Amerikai Egyesült Államok képviselőházának tagja (1881–1887)              | Nem volt                           | Nem volt                           |
| 16                                 |                                    | John W. Geary                      | 1867. január 15.                   | 1873. január 21.                   |                                    | Kansasi terület kormányzója (1856-1857) | Nem volt                           | Nem volt                           |
| 17                                 |                                    | John F. Hartranft                  | 1873. január 21.                   | 1879. január 21.                   |                                    | | Nem volt                           | Nem volt                           |
| 17                                 | John Latta                         | John F. Hartranft                  | 1873. január 21.                   | 1879. január 21.                   |                                    | |                                    |                                    |
| 18                                 |                                    | Henry M. Hoyt                      | 1879. január 21.                   | 1883. január 16.                   |                                    | | Charles Warren Stone               |                                    |
| 19                                 |                                    | Robert E. Pattison                 | 1883. január 16.                   | 1887. január 18.                   |                                    | | Chauncey Forward Black             |                                    |
| 20                                 |                                    | James A. Beaver                    | 1887. január 18.                   | 1891. január 20.                   |                                    | | William T. Davies                  |                                    |
| 19                                 |                                    | Robert E. Pattison                 | 1891. január 20.                   | 1895. január 15.                   |                                    | | Louis Arthur Watres                |                                    |
| 21                                 |                                    | Daniel H. Hastings                 | 1895. január 15.                   | 1899. január 17.                   |                                    | | Walter Lyon                        |                                    |
| 22                                 |                                    | William A. Stone                   | 1899. január 17.                   | 1903. január 20.                   |                                    | Az Amerikai Egyesült Államok képviselőházának tagja (1891–1898)                                                                                        | John P. S. Gobin                   |                                    |
| 23                                 |                                    | Samuel W. Pennypacker              | 1903. január 20.                   | 1907. január 15.                   |                                    | | William M. Brown                   |                                    |
| 24                                 |                                    | Edwin Sydney Stuart                | 1907. január 15.                   | 1911. január 17.                   |                                    | | Robert S. Murphy                   |                                    |
| 25                                 |                                    | John K. Tener                      | 1911. január 17.                   | 1915. január 19.                   |                                    | Az Amerikai Egyesült Államok képviselőházának tagja (1909–1911)                                                                                        | John Merriman Reynolds             |                                    |
| 26                                 |                                    | Martin Grove Brumbaugh             | 1915. január 19.                   | 1919. január 21.                   |                                    | | Frank B. McClain                   |                                    |
| 27                                 |                                    | William Cameron Sproul             | 1919. január 21.                   | 1923. január 16.                   |                                    | | Edward E. Beidleman                |                                    |
| 28                                 |                                    | Gifford Pinchot                    | 1923. január 16.                   | 1927. január 18.                   |                                    | | David J. Davis                     |                                    |
| 29                                 |                                    | John Stuchell Fisher               | 1927. január 18.                   | 1931. január 20.                   |                                    | | Arthur James                       |                                    |
| 28                                 |                                    | Gifford Pinchot                    | 1931. január 20.                   | 1935. január 15.                   |                                    | | Edward C. Shannon                  |                                    |
| 30                                 |                                    | George Howard Earle III            | 1935. január 15.                   | 1939. január 17.                   |                                    | Az Amerikai Egyesült Államokat képviselő miniszter Ausztriában (1933-1934) Az Amerikai Egyesült Államokat képviselő miniszter Bulgáriában (1940)       | Thomas Kennedy                     |                                    |
| 31                                 |                                    | Arthur James                       | 1939. január 17.                   | 1943. január 19.                   |                                    | | Samuel S. Lewis                    |                                    |
| 32                                 |                                    | Edward Martin                      | 1943. január 19.                   | 1947. január 2.                    |                                    | Az Amerikai Egyesült Államok szenátusának tagja (1947–1959)                                                                                            | John C. Bell Jr.                   |                                    |
| 33                                 |                                    | John C. Bell Jr.                   | 1947. január 2.                    | 1947. január 21.                   |                                    | | Széküresedés                       | Széküresedés                       |
| 34                                 |                                    | James H. Duff                      | 1947. január 21.                   | 1951. január 16.                   |                                    | Az Amerikai Egyesült Államok szenátusának tagja (1951–1957)                                                                                            | Daniel B. Strickler                |                                    |
| 35                                 |                                    | John S. Fine                       | 1951. január 16.                   | 1955. január 18.                   |                                    | | Lloyd H. Wood                      |                                    |
| 36                                 |                                    | George M. Leader                   | 1955. január 18.                   | 1959. január 20.                   |                                    | | Roy E. Furman                      |                                    |
| 37                                 |                                    | David L. Lawrence                  | 1959. január 20.                   | 1963. január 15.                   |                                    | | John Morgan Davis                  |                                    |
| 38                                 |                                    | William Scranton                   | 1963. január 15.                   | 1967. január 17.                   |                                    | Az Amerikai Egyesült Államok képviselőházának tagja (1961–1963) Az Amerikai Egyesült Államok nagykövete az Egyesült Nemzetek Szervezeténél (1976-1977) | Raymond P. Shafer                  |                                    |
| 39                                 |                                    | Raymond P. Shafer                  | 1967. január 17.                   | 1971. január 19.                   |                                    | | Raymond J. Broderick               |                                    |
| 40                                 |                                    | Milton Shapp                       | 1971. január 19.                   | 1979. január 16.                   |                                    | | Ernest P. Kline                    |                                    |
| 41                                 |                                    | Dick Thornburgh                    | 1979. január 16.                   | 1987. január 20.                   |                                    | Az Amerikai Egyesült Államok igazságügyi államtitkára (1988-1991)                                                                                      | William Scranton III               |                                    |
| 42                                 |                                    | Robert P. Casey                    | 1987. január 20.                   | 1995. január 17.                   |                                    | | Mark Singel                        |                                    |
| 43                                 |                                    | Tom Ridge                          | 1995. január 17.                   | 2001. október 5.                   |                                    | Az Amerikai Egyesült Államok képviselőházának tagja (1983–1995) Az Amerikai Egyesült Államok belbiztonsági államtitkára (2001-2005)                    | Mark S. Schweiker                  |                                    |
| 44                                 |                                    | Mark S. Schweiker                  | 2001. október 5.                   | 2003. január 21.                   |                                    | | Robert Jubelirer                   |                                    |
| 45                                 |                                    | Ed Rendell                         | 2003. január 21.                   | 2011. január 18.                   |                                    | | Catherine Baker Knoll              |                                    |
| 45                                 | Joe Scarnati                       | Ed Rendell                         | 2003. január 21.                   | 2011. január 18.                   |                                    | |                                    |                                    |
| 46                                 |                                    | Tom Corbett                        | 2011. január 18.                   | 2015. január 20.                   |                                    | | Jim Cawley                         |                                    |
| 47                                 |                                    | Tom Wolf                           | 2015. január 20.                   | 2023. január 17.                   |                                    | | Michael J. Stack III               |                                    |
| 47                                 | John Fetterman                     | Tom Wolf                           | 2015. január 20.                   | 2023. január 17.                   |                                    | |                                    |                                    |
| 48                                 |                                    | Josh Shapiro                       | 2023. január 17.                   | hivatalban                         |                                    | | Austin Davis                       |                                    |